# Martha Scott
Martha Ellen Scott (Jamesport (Missouri), 22 september 1912 — Van Nuys, 5 april 2003) was een Amerikaans actrice.
Scott werd geboren als dochter van Walter Scott, de eigenaar van een garage en een ingenieur. Haar moeder was Letha McKinley, de achternicht van president William McKinley. Ze raakte al op de middelbare school geïnteresseerd in acteren en hoopte aangenomen te worden op de Universiteit van Michigan. Ze werd hier echter geweigerd. Scott begon hierna in kleine theaterproducties te spelen, voordat ze onsuccesvol auditie deed voor de rol van Melanie Hamilton in de film Gone with the Wind (1939).
Scott maakte haar debuut met de hoofdrol in de film Our Town (1940). De rol werd haar bijna geweigerd, omdat de filmcrew haar screentest voor Gone with the Wind zag en dit verschrikkelijk vond. Ze mocht de rol uiteindelijk toch spelen en werd genomineerd voor een Academy Award voor Beste Actrice. Ze verloor de Oscar echter van Ginger Rogers voor haar rol in Kitty Foyle: The Natural History of a Woman (1940).
Dit begin van haar carrière betekende voor Scott ook haar hoogtepunt. Hierna zou ze voornamelijk nog in B-films spelen. In de jaren 50 had ze nog enkele bijrollen in bekende films, waaronder The Desperate Hours (1955), The Ten Commandments (1956) en Ben-Hur (1959). Later was ze nog te zien in Airport 1975 (1974) en had ze een terugkerende rol in Dallas.
Scott was van 1940 tot en met 1946 getrouwd met Carlton Alsop, met wie ze één kind kreeg. Hierna trouwde ze met de 11 jaar jongere jazzpianist en klassieke componist Mel Powell. Ze kregen twee kinderen en bleven getrouwd tot zijn dood in 1998. Scott stierf in 2003 aan natuurlijke redenen.
- Bibsys: 2121991
- Biblioteca Nacional de España: XX1289707
- Bibliothèque nationale de France: cb14043713j (data)
- Gemeinsame Normdatei: 12972288X
- International Standard Name Identifier: 0000 0000 5933 6503
- Library of Congress Control Number: n82090864
- Nationale Bibliotheek van Tsjechië: xx0322285
- Nationale Bibliotheek van Israël: 987007343149105171
- SNAC: w63n66df
- Système universitaire de documentation: 114286892
- Virtual International Authority File: 2672315
- WorldCat: E39PBJgMvrH8vFXjw7wvkYvfv3